# Buddhapalita
Buddhapālita (en sánscrito, बुद्धपलित [Buddhapalita]; ca. 470-540), filósofo budista indio, fue  un comentador de los trabajos de Nāgārjuna  y Aryadeva. Sus escritos recibieron las críticas de su contemporáneo Bhavaviveka lo que  motivó posteriormente una vigorosa defensa  por Chandrakirti. Los términos utilizados en la discusión para diferenciar las dos posturas dentro de la filosofía Madhyamaka  dieron lugar a las escuelas Prasangika y Svatantrika. En  ese sentido se considera a Buddhapālita como el fundador de la escuela Prasangika del  Madhyamaka.
Buddhapalita sistematizó el método de discusión que consiste en probar el error del adversario llevando hasta el absurdo las consecuencias lógicas de sus proposiciones.